# Chi Rau khúc
Chi Rau khúc (danh pháp khoa học: Gnaphalium) là một chi thực vật có hoa thuộc họ Cúc. Chi này có khoảng 120 loài, chủ yếu phân bố ở vùng ôn đới, đôi khi có gặp ở miền cận nhiệt đới hoặc miền núi nhiệt đới.

## Một số loài
- Gnaphalium affine D.Don Rau khúc tẻ, rau khúc vàng
- Gnaphalium chimborazense Hieron.
- Gnaphalium decurrens
- Gnaphalium dysodes Spreng.
- Gnaphalium ecuadorense Hieron.
- Gnaphalium exilifolium
- Gnaphalium hypoleucum Rau khúc vàng, rau khúc trắng
- Gnaphalium imbaburense Hieron.
- Gnaphalium indicum
- Gnaphalium japonicum Rau khúc Nhật
- Gnaphalium keriense
- Gnaphalium norvegicum L.
- Gnaphalium palustre Nutt.
- Gnaphalium polycaulon  Rau khúc nếp, rau khúc nhiều thân
- Gnaphalium polycephalum
- Gnaphalium pyramidale Berg.
- Gnaphalium sandwicensium
- Gnaphalium sepositum Benoist
- Gnaphalium sodiroi Hieron.
- Gnaphalium supinum
- Gnaphalium sylvaticum L.
- Gnaphalium uliginosum L.

### Một số loài từng thuộc chi Rau khúc
- Helichrysum luteoalbum (tên cũ G. luteoalbum)
- Pseudognaphalium californicum (tên cũ G. californicum)

## Sinh hóa
Các loài trong chi Rau khúc có chứa flavonoid và diterpen. Gần đây, hai dạng dẫn xuất của axit caffeoyl-D-glucaric là axit leontopodic và axit B leontopodic trước đây được phát hiện trong loài Leontopodium alpinum (L.) Cass. nay đã được tìm thấy trong một số loài rau khúc khác.

## Hình ảnh

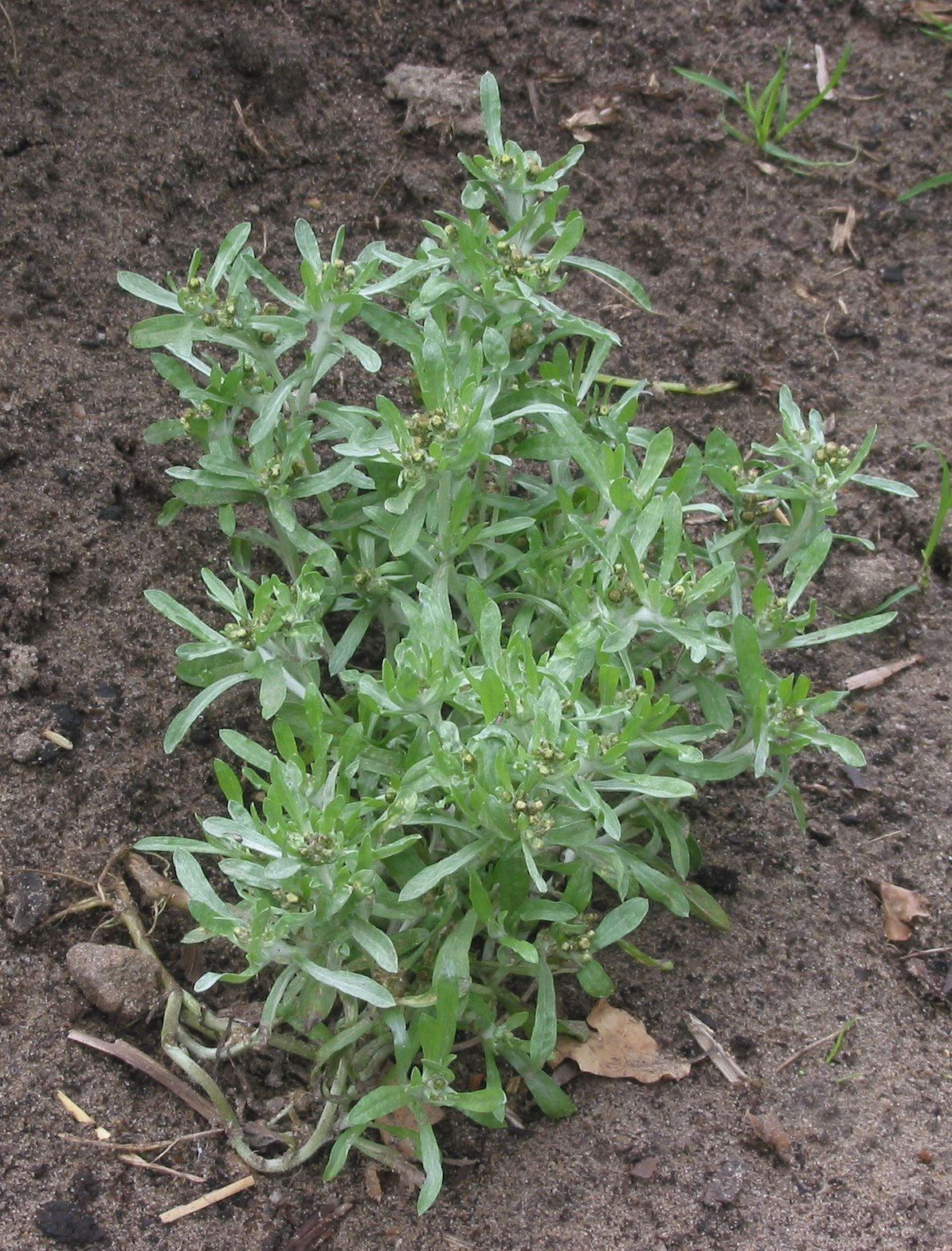
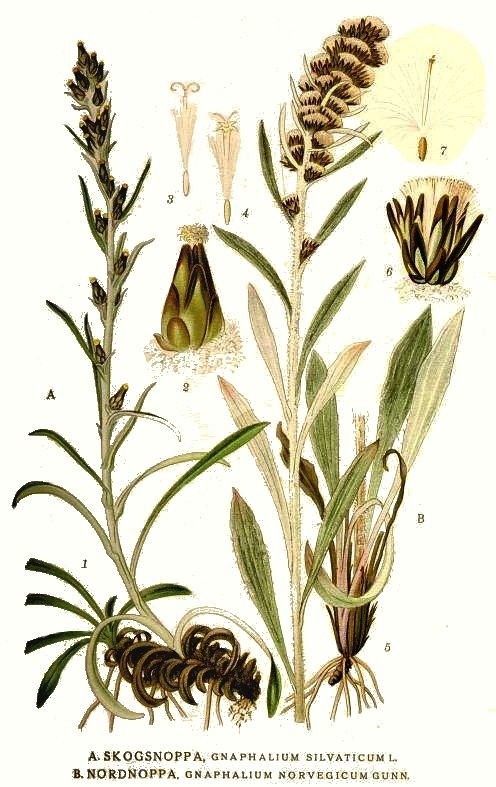
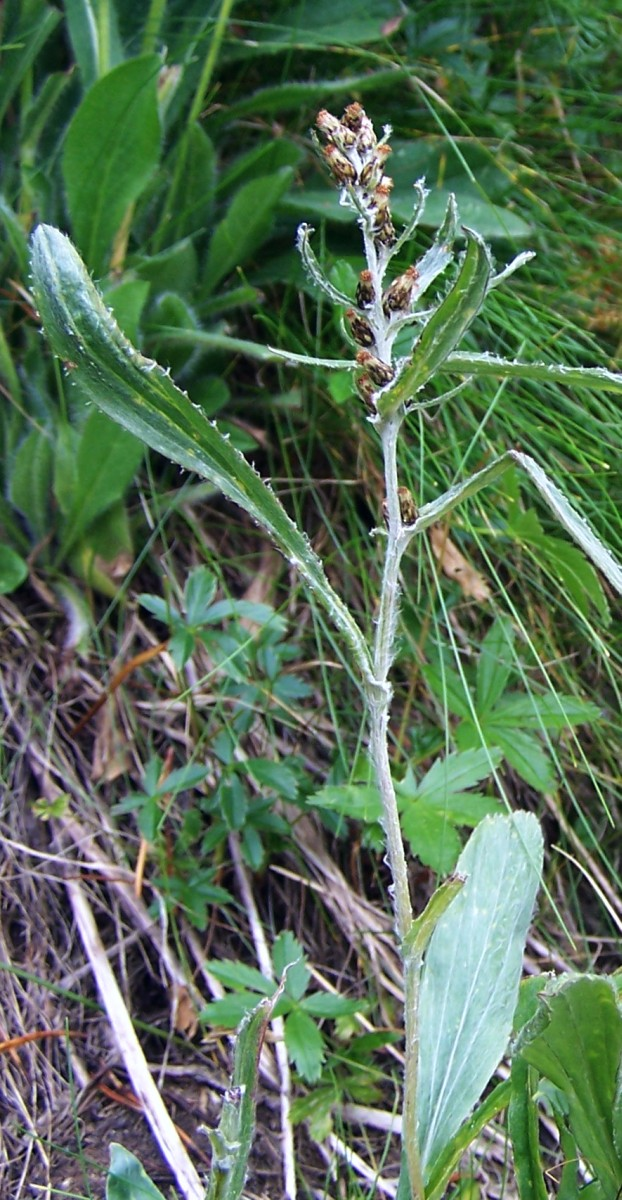
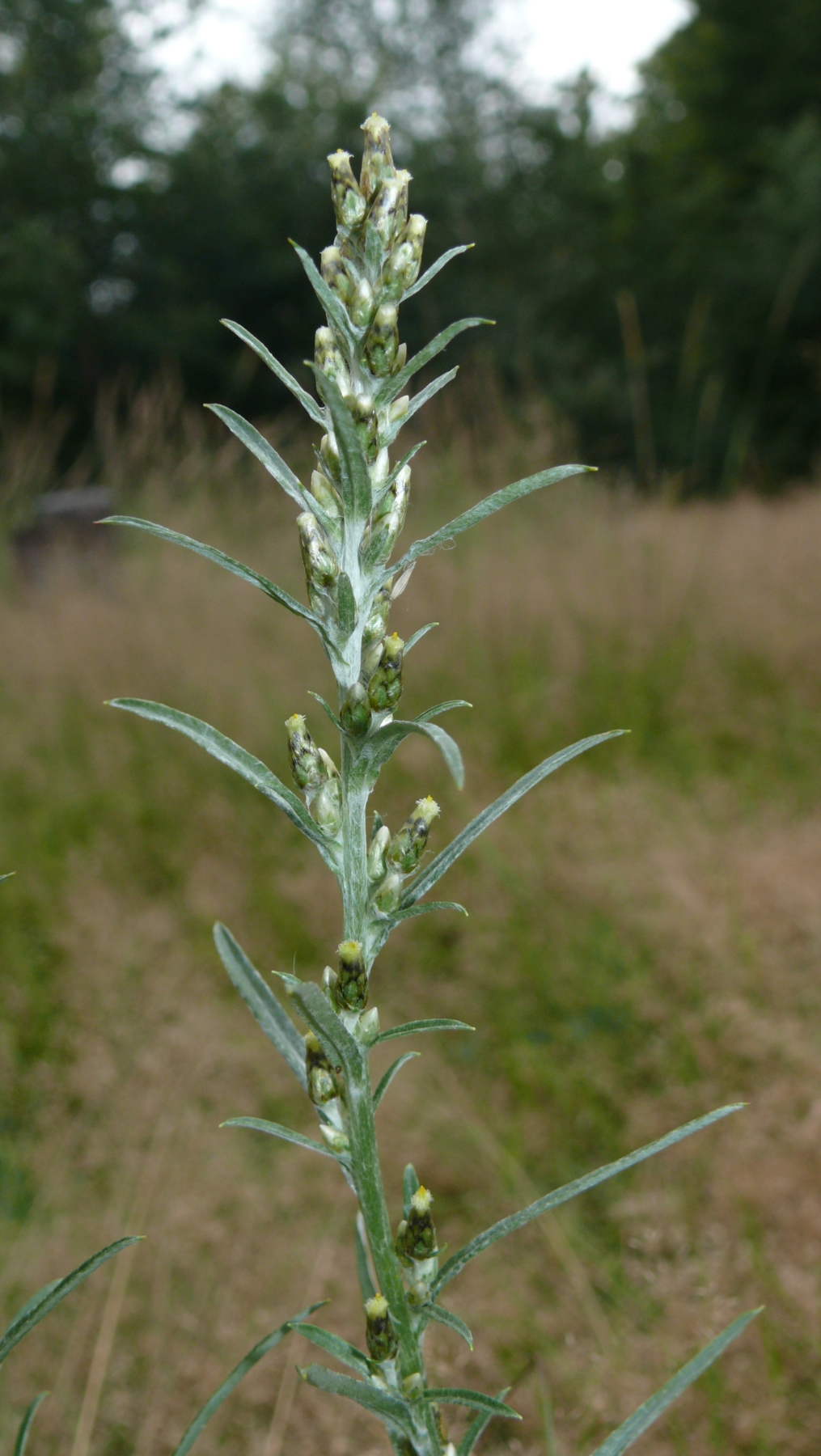